# Francesco Guicciardini
Francesco Guicciardini [frančesko gviččardíny] (6. března 1483, Florencie – 22. května 1540, Arcetri) byl italský historik, politický filozof, diplomat a politik. Jeho nejslavnějším dílem je kniha Storia d'Italia (Dějiny Itálie), kde se pokusil využít novou historiografickou metodu, mnohem více opřenou o zdroje a analýzy než u jeho předchůdců. Dějiny nicméně vnímal jako dějiny osobností, nikoli sociálních procesů, k čemuž asi přispěla skutečnost, že nahlédl osobně do politického dění a byl blízko řadě osobností. Byl též blízkým přítelem Niccolò Machiavelliho, zachovala se jejich vzájemná korespondence.

## Život
Narodil se ve velmi bohaté a vlivné rodině, která měla blízko k Medicejským. Již jako velmi mladý se stal florentským velvyslancem na dvoře aragonského krále Ferdinanda II. Když se Medicejští ve Florencii chopili moci, vrátil se domů, aby se podílel na tvorbě nového režimu. Když se roku 1513 Giovanni Medici stal papežem Lvem X., vstoupil Guicciardini do jeho služeb. Sloužil poté i dalšímu medicejskému papeži Klementu VII. Guicciardini sehrál klíčovou roli při Klementově příklonu na stranu francouzského krále Františka I. v jeho sporu s císařem Karlem V. Při Karlově vpádu do Itálie Guicciardini, jako nově jmenovaný velitel papežských vojsk, sice odvrátil útok na Florencii, Řím se však ubránit nepodařilo (tzv. Sacco di Roma) a papež Klement byl uvězněnen na Andělském hradě (nakonec se uchýlil do jakéhosi polozajetí v Orvietu). Guicciardini musel brzy (1527) odejít i z Florencie, když se moci chopila protimedicejská frakce Arrabiati. Roku 1530 byl ve Florencii zkonfiskován i jeho majetek. Ve stejném roce však Florentská republika padla pod náporem císařských vojsk a Guicciardini se do města mohl vrátit. Jeho msta vůči radikálním protimedicejským politikům byla velmi krutá. Roku 1531 byl jmenován guvernérem v papežském státě Bologni. Po smrti medicejského papeže Klementa VII. se roku 1534 vrátil do Florencie a stal se poradcem vévody Alessandra Medicejského. Ten byl roku 1537 zavražděn. Guicciardini se tedy obrátil na teprve sedmnáctiletého Cosimo Medicejského, aby ho připravil na jeho politickou roli. Nesedli si však a Cosimo ho propustil ze svých služeb. Závěr života strávil v medicejském sídle Arcetri, kde začal psát své vrcholné dílo Storia d'Italia.

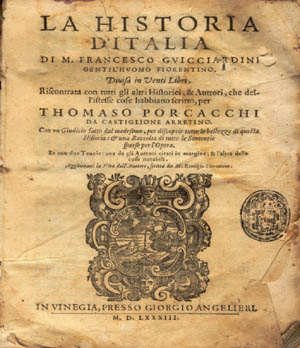
Titulní list latinského vydání Dějin Itálie z roku 1583